# آنری کوئیل
 آنری کوئیل (فرانسوی: Henri Queuille‎؛ زاده ۳۱ مارس ۱۸۸۴ – درگذشته ۱۵ ژوئن ۱۹۷۰) یک سیاست‌مدار اهل فرانسه بود.